# Anton von Kleist
Anton Tam Gneomar Constantin von Kleist (* 20. Juli 1812 in Nemitz, Pommern; † 21. Dezember 1886 ebenda) war ein pommerscher Gutsbesitzer, preußischer Landrat und Politiker.

## Leben
Der einzige Sohn des Georg Christian August Carl von Kleist (1769–1857) und der Friederike Sophia Sabina von Flemming († 1862), verwitwete von Eickstedt, besuchte das Fürstin-Hedwig-Gymnasium in Neustettin und studierte anschließend in Berlin Rechtswissenschaften. Ab 1832 gehörte er dem Provinziallandtag der Provinz Pommern an. 1834 wurde er Auskultator am Oberlandesgericht in Köslin. 1837 wechselte er zum Regierungspräsidium Köslin, wo er 1842 Assessor wurde.
Im November 1845 übernahm er das Landratsamt des Schlawer Kreises und bewohnte seit diesem Jahr das ihm vom Vater überlassene Gut Nemitz. Von 1852 bis 1855 war er Mitglied der Zweiten Kammer des Preußischen Landtags. 1856 wurde er auf seine Bitte aus dem Staatsdienst entlassen. Im August desselben Jahres wurde ihm der Rote Adlerorden 4. Klasse verliehen. Er war weiterhin als Deputierter des Kreises Schlawe zur Pommerschen Landschaft tätig.
Aus seiner Ehe mit Marie von Natzmer (1838–1914) entstammten zwei Söhne.